# Thomas D'Arcy McGee

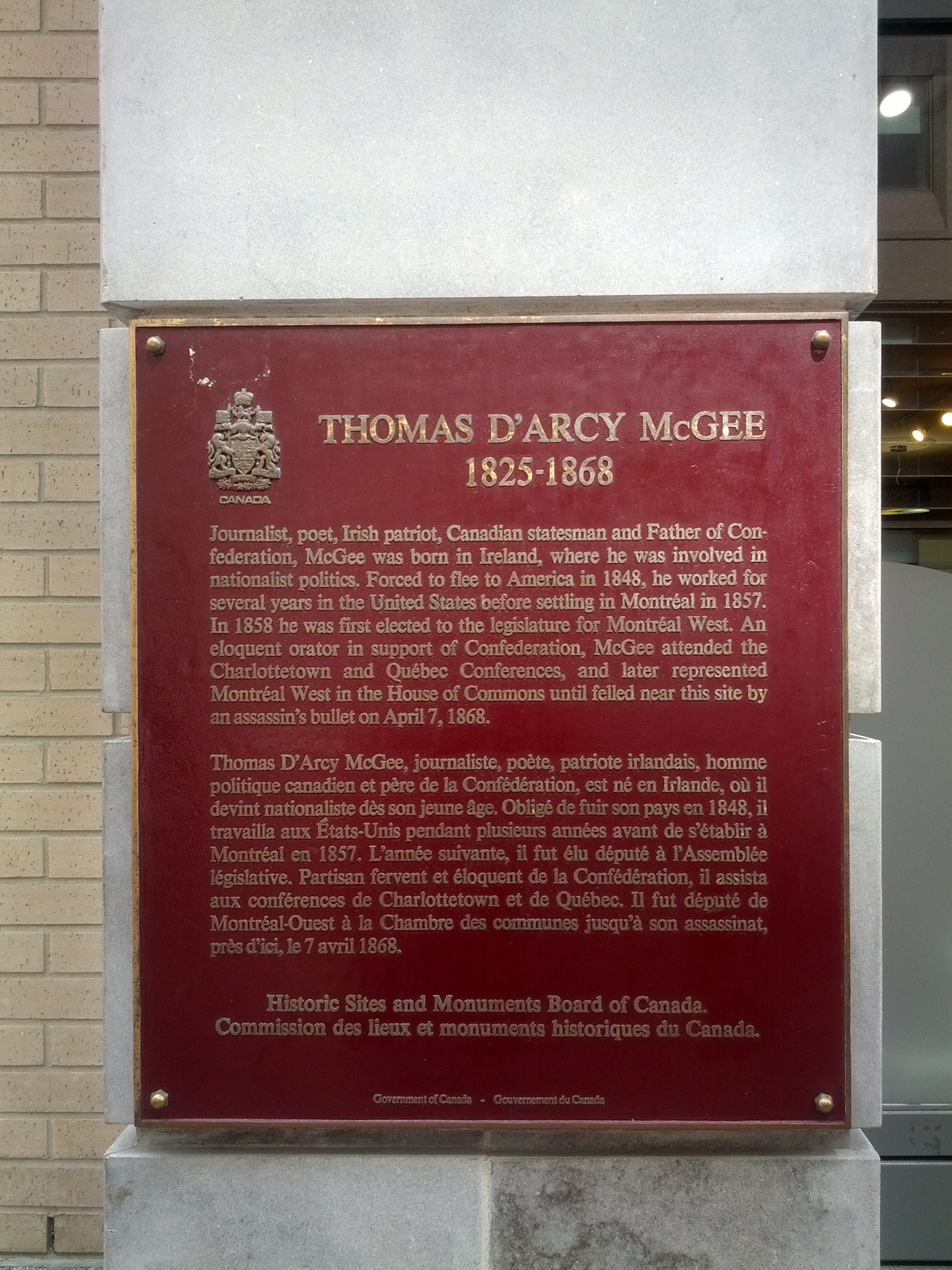
Placa sobre D'Arcy McGee.

Thomas D'Arcy McGee (Carlingford, 13 de abril de 1825 — Ottawa, 7 de abril de 1868) foi um irlandês nacionalista, porta-voz católico, jornalista e um Pai de Confederação Canadense. Ele lutou para o desenvolvimento das identidades nacionais irlandeses e canadenses que transcendem seus grupos componentes.

## Literatura
- Burns, Robin B. "McGee, Thomas D'Arcy" in Dictionary of Canadian Biography online
- Phelan, E.J. Ardent Exile (1951)
- Slattery, T.P. The Assassination of D'Arcy McGee (1968)
- Wilson, David A.  Thomas D'Arcy McGee: Passion, Reason, and Politics, 1825–1857, (2007), major scholarly biography
- Wilson, David A.  Thomas D'Arcy McGee: The Extreme Moderate, 1857–1868, (2011)